# Viddasholmen
Viddasholmen är en ö i Finland. Den ligger i Norra kvarken och i kommunen Vörå i den ekonomiska regionen  Vasa i landskapet Österbotten, i den västra delen av landet. Ön ligger omkring 36 kilometer nordöst om Vasa och omkring 390 kilometer norr om Helsingfors.
Öns area är 4 hektar och dess största längd är 300 meter i nord-sydlig riktning.